# 러시아의 자치주
러시아를 구성하는 85개의 행정 구역 가운데 유대인 자치주가 유일한 자치주(러시아어: Автономная область 압토놈나야 오블라스티[*])이다.